# Thyreus elegans
Espèce
Synonymes
- Crocisa brezzii
- Crocisa elegans Morawitz, 1877
- Crocisa quadridentata

Thyreus elegans est une espèce d'abeilles. Elle est trouvée en Eurasie et en Afrique.